# Písies
Písies (Peisias, Πείσιας) fou un general argiu.
El 366 aC quan Epaminondes de Tebes es preparava per envair Acaia, el general Písies, per orde seva, va ocupar el cim del mont Oneion, prop de Cenchreae, amb el que els tebans van poder passar per l'istme de Corint, vigilat en altres llocs per atenencs i espartans.